# ترویزدورف
شهر ترویزدورف (به آلمانی: Troisdorf) در ایالت نوردراین-وستفالن در کشور آلمان واقع شده‌است.